# Gum 26
Gum 26, également connue sous le nom de RCW 42, est une petite nébuleuse en émission visible dans la constellation des Voiles.
Elle est située dans la partie centro-méridionale de la constellation, environ 2° au nord de l’étoile κ Velorum, qui fait partie de l’astérisme de la Fausse Croix. Elle peut être photographiée relativement facilement avec des filtres à l’aide d’un télescope de puissance moyenne. Sa déclinaison fortement australe la rend difficile à observer depuis l’hémisphère nord au-delà de 38 °N. Depuis l’hémisphère sud, elle est observable presque toute l’année. La meilleure période pour l’observer dans le ciel nocturne s’étend de décembre à mai.
La nébuleuse est située au-delà du bras de Persée ou peut-être à la limite extrême du bras Sagittaire-Carène, dans une région périphérique de la Voie lactée. Il s’agit d’une région HII de grande taille, l’une des plus massives connues, dont la distance est estimée à environ 6 400 pc (∼20 900 al). La nébuleuse contient un amas de sources infrarouges profondément enfoui dans les gaz, désigné sous le numéro 38 dans un catalogue publié en 2003. Cet étude suggère une distance légèrement plus grande, pouvant atteindre 7 100 parsecs.
Selon certaines études, cette nébuleuse est associée à une cheminée galactique géante, désignée sous le nom GSH 277+00+36. Cette superbulle, d’un diamètre d’environ 600 pc (∼1 960 al), traverse entièrement le plan galactique avec une longueur d’environ 1 000 pc (∼3 260 al). La structure est extrêmement massive, avec une masse d’au moins 870000 M☉, et une vitesse d’expansion d’environ 45 km/s. Ces estimations suggèrent un âge d’environ 20 à 25 millions d’années, ce qui est relativement jeune pour une structure de cette ampleur. Elle contient une grande quantité d’hydrogène neutre, tandis que la structure en colonne qui constitue son corps est quasiment vide. Son origine reste incertaine, car aucun objet stellaire ou amas en dissolution n’a été identifié à cette distance. Une hypothèse suggère l’impact d’un nuage à haute vitesse sur le plan galactique.